# Nils Emil Ahlin
Nils Emil Ahlin, född 2 december 1939 i Hedemora i Dalarna, är en svensk krögare och kokboksförfattare.

## Biografi
Ahlin utbildade sig på Hasselbackens restaurangskola i Stockholm 1955–1957 och praktiserade på restaurang Cecil. På Cecil arbetade han som kock 1957–1960 och flyttade sedan till Karlstad för en tjänst som hovmästare på Stadshotellet i Karlstad 1962–1964. Han anställdes sedan av Tore Wretman som hovmästare på Operakällaren 1964–1967 och sedan som chef på de Riche och Teatergrillen 1967–1971. Åren 1971–1975 var han chef på den Wretmanska Källaren Diana för att därefter överta verksamheten tillsammans med Åke Söderqvist och Mats Öhrn. Åren 1980–1985 drev han själv Diana varefter han sålde restaurangen. Istället öppnade han 1986 restaurang Nils Emil på Södermalm. 1992 övertog han Ulla Winbladh på Djurgården i Stockholm och 1996 Clas på Hörnet och driften av Harö Krog vid Museikajen. År 1999 sålde han Claes på Hörnet och restaurang Nils Emil och 2004 Ulla Winbladh. Han tilldelades Hans Majestät Konungens medalj i 8:e storleken i högblått band 1996.
Ahlin har under flera år varit återkommande värd för "Middagstipset" i TV4:s Nyhetsmorgon, vanligen med svensk husmanskost på menyn. I samband med detta har  kokböckerna Nils Emil i skärgården: mina bästa recept och Nils Emils matminnen och hans allra bästa recept utgivits.